# 神宮寺 (八尾市の地名)
神宮寺（じんぐうじ）は、大阪府八尾市の地名。現行行政地名は神宮寺一丁目から神宮寺五丁目と大字神宮寺。住居表示は未実施。
旧南高安町地域としては唯一、旧高安郡以外（大県郡）から編入された地域である。

## 歴史
令制国一覧 > 畿内 > 河内国 > 大県郡 > 神宮寺村
当地は古代に朝鮮半島から渡来したとされる染色技術者集団である赤染部の本拠地で、続日本紀に赤染氏が常世連姓を授けられたという記述がある。当地にある常世岐姫神社は常世氏が祖神を祀ったものとされる。
時代が下り、鎌倉期から室町期にかけて当地の豪族として神宮寺氏が楠木氏一族として資料に見える。『太平記』巻一六に延元元年の湊川の戦いで戦死した楠木氏一族6人の中に楠木正成公八臣の一人である神宮寺太郎兵衛正師の名がある。また、『和田文書』には神宮寺新判官正房の名が湊川合戦で奮戦した者として記されている。両名は同一人物とも兄弟か親子とも言われている。当地にある神宮寺小太郎塚は正師または正房の墓であるとの言い伝えがある。
正保郷帳の写しとされる河内国一国村高控帳では333石余。江戸時代以降、大坂常番支配をはじめ幾度か支配者が変わり、宝暦11年に狭山藩領となり幕末に至っている。明治以降の市町村制施行で南高安村の大字となる。昭和56年に町名地番改正されて丁目の割り振りがされた。

## 地理
町域は東西約2.3km、南北は約300m強と東西に細長い。5丁目辺りが旧集落、大字神宮寺は概ね山地、他は農地が主となっているが住宅が混在している。
地域内を近鉄大阪線が2丁目と3丁目の間を通るが地域内に駅はなく、最寄りは北側の恩智駅または南側の法善寺駅。
1丁目西側はJR志紀駅の徒歩圏。4丁目と5丁目の間を国道170号線（東高野街道）が通る。近鉄大阪線のすぐ東を恩智川が流れる。

## 世帯数と人口
2020年（令和2年）3月31日現在（八尾市発表）の世帯数と人口は以下の通りである。
| 大字・丁目   | 世帯数  | 人口    |
| ------------ | ------- | ------- |
| 神宮寺       | 0世帯   | 0人     |
| 神宮寺一丁目 | 132世帯 | 317人   |
| 神宮寺二丁目 | 137世帯 | 294人   |
| 神宮寺三丁目 | 40世帯  | 87人    |
| 神宮寺四丁目 | 128世帯 | 290人   |
| 神宮寺五丁目 | 159世帯 | 390人   |
| 計           | 596世帯 | 1,378人 |

### 人口の変遷
国勢調査による人口の推移。
| 1995年（平成7年）  | 1,396人 | [ 5 ] |  |
| 2000年（平成12年） | 1,277人 | [ 6 ] |  |
| 2005年（平成17年） | 1,353人 | [ 7 ] |  |
| 2010年（平成22年） | 1,350人 | [ 8 ] |  |
| 2015年（平成27年） | 1,375人 | [ 9 ] |  |

### 世帯数の変遷
国勢調査による世帯数の推移。
| 1995年（平成7年）  | 444世帯 | [ 5 ] |  |
| 2000年（平成12年） | 431世帯 | [ 6 ] |  |
| 2005年（平成17年） | 473世帯 | [ 7 ] |  |
| 2010年（平成22年） | 487世帯 | [ 8 ] |  |
| 2015年（平成27年） | 514世帯 | [ 9 ] |  |

## 学区
市立小・中学校に通う場合、学区は以下の通りとなる（2020年5月時点）。
| 大字・丁目   | 番   | 小学校               | 中学校               |
| ------------ | ---- | -------------------- | -------------------- |
| 神宮寺       | 全域 | 八尾市立南高安小学校 | 八尾市立南高安中学校 |
| 神宮寺一丁目 | 全域 | 八尾市立曙川東小学校 | 八尾市立曙川南中学校 |
| 神宮寺二丁目 | 全域 | 八尾市立曙川東小学校 | 八尾市立曙川南中学校 |
| 神宮寺三丁目 | 全域 | 八尾市立南高安小学校 | 八尾市立南高安中学校 |
| 神宮寺四丁目 | 全域 | 八尾市立南高安小学校 | 八尾市立南高安中学校 |
| 神宮寺五丁目 | 全域 | 八尾市立南高安小学校 | 八尾市立南高安中学校 |

## 事業所
2016年（平成28年）現在の経済センサス調査による事業所数と従業員数は以下の通りである。
| 丁目                 | 事業所数 | 従業員数 |
| -------------------- | -------- | -------- |
| 神宮寺一丁目         | 7事業所  | 65人     |
| 神宮寺二丁目・三丁目 | 5事業所  | 17人     |
| 神宮寺四丁目         | 5事業所  | 67人     |
| 神宮寺五丁目         | 4事業所  | 13人     |
| 計                   | 21事業所 | 162人    |

## 施設
- 神宮寺
融通念仏宗の仏教寺院。山号は「西向山」。
- 常世岐姫神社
大県郡の式内社。通称は「八王子神社」。安産祈願の神として知られる。
- 神宮寺小太郎塚
八尾市設置の説明碑には神宮寺小太郎は正成公八臣の一人である旨が書かれているが、正師や正房に関する詳細は記されていない。もとは古墳であり明治期に土地所有者により破壊された。
- 八尾翠翔高校
- 来迎寺墓地
神宮寺・恩智・法善寺（柏原市）など近隣地域の共同墓地。広域的には「神宮寺共同墓地」として知られ、行基菩薩河内七墓の一つ。無数の無縁墓（一石五輪塔）や十三仏碑がある。

## その他

### 日本郵便
- 郵便番号 : 581-0885[2]（集配局：八尾郵便局[12]）。